# Rhythm and blues
El Rhythm and blues (R&B o R'n'B) és un terme musical producte del màrqueting, introduït als Estats Units el 1949 per Jerry Wexler des de la revista Billboard. Va ser definit com una barreja de jazz, gòspel i blues.
El juny de 1949, Wexler va substituir la denominació "race records" (enregistraments de raça), amb connotacions racistes, per la de rhythm and blues, dins la categoria Billboard "Harlem Hit Parade". El terme s'utilitzava inicialment per identificar l'estil de música que combinava el format de blues de 12 compassos i un tipus de boogie-woogie, que més tard es convertiria en un element fonamental del rock and roll. El 1948, RCA Victor estava comercialitzant música negra amb la denominació Blues and Rhythm. Però aquesta definició actualment no té res a veure amb el R&B d'avui en dia.

## R&B original 40s-50s
En la seva primera manifestació, el rhythm and blues va ser l'antecessor del rockabilly i del rock and roll. Va estar molt influenciat pel jazz, pel jump, i pel gospel. En la seva evolució va rebre noves influències del món del jazz, ja que el hard bop va ser un producte de la influència del rhythm and blues, el blues i el gòspel en bebop, juntament amb compassos africans.
Els primers enregistraments de "rock and roll" eren cançons rhythm and blues com Rocket 88 i Shake, Rattle and Roll, fent aparició en les llistes de música popular i en les de R&B. Whole Lotta Shakin Goin' On, el primer èxit de Jerry Lee Lewis, va ser una versió d'un tema de rhythm and blues que va assolir el lloc més alt en les llistes de música pop, rhythm and blues i country.
Els músics no feien massa diferències entre el jazz i el rhythm and blues, i sovint gravaven per ambdós gèneres. Nombrosos artistes de swing, per exemple Jay McShann, Tiny Bradshaw i Johnny Otis, també van gravar rhythm and blues. Count Basie tenia una emissió setmanal en directe des de Harlem. Fins i tot, una icona del bebop com era Tadd Dameron va estar dos anys com a pianista de Bull Moose Jackson després de fer bebop. La major part dels músics de R&B ho eren també de Jump blues. A més, molts dels músics per a qui Louie Jordan tocava Jump blues eren veterans del rhythm and blues. Altres llegendes van ser Cab Calloway i Eddie Vinson.
La dècada dels 50 va ser la primera del rhythm and blues. De la mateixa manera com va passar en altres gèneres com el jazz i rock and roll, el rhythm and blues també va desenvolupar altres variacions regionals. New Orleans artistes destacats van ser Katie Webster i Fats Domino, amb èxits com Blueberry Hill i Ain't That a Shame, Professor Longhair, Clarence "Frogman" Henry, Frankie Ford, Dr. John, Irma Thomas i Aaron Neville.

## R&B 60s-70s
No va ser fins a la dècada dels 60 quan el terme "R&B" va recuperar el seu estil original. Durant uns anys, la música soul de James Brown i Sly & the Family Stone havia adaptat elements de la música psicodèlica i altres estils a través de treballs d'artistes com George Clinton. El funk es va convertir també en un element important en la música disco. A començaments dels 80, tanmateix, el funk i el soul s'havien convertit en estils sensuals i carregats de sexualitat, a causa, en gran part, de Prince. En aquells moments l'estil modern del R&B va arribar a ser un dels gèneres musicals més populars de la música americana.
El R&B avui en dia és un estil de música afroamericana, originat després de la mort de la música disc en els 80, que combina elements de soul, funk, pop i, a partir de 1986, de hip-hop. En aquest context és quan es consolida la denominació amb l'abreviatura "R&B", no l'expressió sencera. De vegades se'l coneix com a "urban contemporary", que és el nom del format de ràdio que posava música hip-hop i R&B, o urban pop. Contempla un estil de producció electrònica, amb una caixa de ritmes de fons i uns arranjaments vocals suaus.

## Artistes dels 80
Amb la transició del soul al R&B de principis a mitjans dels 80, el solista Luther Vandross i noves estrelles com Prince (Purple Rain) i Michael Jackson (Off the Wall, Thriller) van dominar la dècada. L'àlbum Thriller de Michael Jackson va popularitzar de nou la música negra i es va convertir en el disc més venut de la història.
Cantants femenines de R&B com Whitney Houston i Janet Jackson van adquirir molta popularitat durant l'última meitat de la dècada; i Tina Turner, que llavors s'acostava als 50 anys, va tornar a l'escena musical amb una sèrie d'èxits. També va ser popular New Edition, un grup d'adolescents que van servir de prototip per a posteriors White R&B Artistes com New Kids on the Block, Teana Marie i Lisa Stansfield, entre d'altres.
El 1986, Teddy Riley va començar a produir enregistraments de R&B que incloïen influències del -cada vegada més popular- gènere del hip-hop. Aquesta combinació de l'estil R&B i els ritmes del hip- hop va ser conegut com a new jack swing, amb artistes com Keith Sweat, Guy, Johnny Kemp, Today, Bobby Brown, Wreckx-N-Effect, Basic Black, Jodeci i BellBivDeVoe. Un altre popular, però efímer grup amb arrels de R&B més pronunciades, va ser LeVert, liderat per Gerald Levert -fill d'Eddie Levert, líder vocalista d'O'Jays.

## Artistes dels 90
A començaments dels 90, el grup Boyz II Men va popularitzar de nou el soul clàssic inspirat en l'harmonia vocal, i diversos grups similars com Shai, Soul for Real i Dru Hill seguirien els seus passos. Boyz II Men, i alguns dels seus competidors, van beneficiar productors com Babyface i Jimmy Jam and Terry Lewis, qui va portar a la fama Janet Jackson, germana de Michael Jackson, a finals dels 80 i principis dels 90. Com a solista, Babyface, i contemporanis com Brian McKnight, es van abstenir de les destacades influències del hip-hop, i van fer enregistraments en un estil de R&B tranquil i suau conegut com a Quiet Storm.
En aquells moments el rock alternatiu, la música adulta contemporània i el gangsta rap dominaven en les llistes, i els artistes de R&B van començar a afegir més d'un so de hip-hop en els seus treballs. Va sorgir un nou gènere anomenat hip-hop soul produït per Mary J. Blige. Ella i altres artistes com R. Kelly, Montell Jordan, Conyac i Aaliyah, més alguns predecessors del new jack swing, van portar l'argot, l'estil i les actituds del hip-hop al R&B. Aquest subgènere també inclou una forta influència del gospel amb inflexions vocals i uns sons molt característics. L'estil es va fer menys popular cap a finals dels anys 90, però més tard va ressorgir. El so del hip-hop soul va continuar sonant amb músics com Jaheim, Ashanti, Amerie i Keyshia Cole.
A mitjans dels 90, cantants com Mariah Carey, el grup femení TLC i els ja esmentats Boyz II Men, van aconseguir que el R&B contemporani traspassés la barrera del mainstream. Boyz II Men i Mariah Carey van gravar diversos #1 de Billboard Hot 100, incloent-hi One Sweet Day, una col·laboració entre ambdós que va fer història a l'ésser el single que més setmanes va estar en el més alt dels Billboard Hot 100. A més, tant Boyz II Men (II) com TLC (CrazySexyCool) van llançar àlbums el 1994, amb unes vendes d'uns deu milions de còpies, aconseguint el disc de diamant de la RIAA. Altres artistes supervendes de l'època van ser la cantant Toni Braxton, el cantant, productor i compositor R. Kelly i el grup femení En Vogue.

## El canvi de segle
A finals dels 90 i principis dels 2000, les influències del pop en el R&B van poder ser escoltades en els treballs de diversos artistes de pop; els més notables han sigut Jennifer Lopez, *NSYNC i 98 Degrees. El líder de *NSYNC, Justin Timberlake, va continuar fent enregistraments en solitari en els quals es mostrava una clara influència en la seva música tant de R&B com de hip-hop. Altres estrelles de pop que fan una música molt influïda pel R&B, de vegades anomenada "dirty pop", "urban pop" o "hip pop" són Christina Aguilera, Britney Spears, Gwen Stefani i Pink.
Al Regne Unit, el R&B va trobar el seu camí en el 2step, subgènere de l'UK garage, tipificat per l'estil de cant del R&B i acompanyat per ritmes de breakbeat i jungle. L'artista més notable de 2step és Craig David, qui va arribar al públic americà de R&B a començaments del 2000.

## Panorama actual
A mitjans dels 90, Mariah Carey va donar un gir a la música, fent història i marcant una fita en la unió del Pop/R&B amb el Hip-Hop; això va succeir el 1995 amb el tema Fantasy, que va ser la primera cançó femenina en debutar directament en el #1 del Bilboard Hot 100. Amb això Mariah Carey es va consolidar com la més gran exponent del Hip-Pop i el R&B modern, sent considerada la "Reina del R&B".
A començaments de segle xxi, la unió entre el R&B i el hip-hop va arribar a un punt en què, en molts casos, l'única diferència entre un enregistrament de R&B i de hip-hop és la de si el text és rapejat o cantat. Amb els anys el R&B va començar a centrar-se més en artistes en solitari que en grups. Al dia d'avui, els artistes més populars del R&B són Usher, Beyoncé (membre de Destiny's Child), Mariah Carey, Ashanti, Nelly Furtado i Kanye West.
El R&B més commovedor continua sent popular, amb artistes com Medina, Adele, Alicia Keys, John Legend, Toni Braxton i la guanyadora de l'American Idol, Fantasia Barrino. Alguns cantants de R&B han usat elements de la música del Carib, especialment reggaeton i dancehall.
El quiet storm, encara existent, no és una presència dominant en les llistes de pop, i generalment la seva presència queda reduïda a la ràdio urbana contemporània. La majoria dels artistes més destacats del quiet storm, com són Babyface i Gerald Levert, van iniciar les seves carreres musicals els 80 i els 90, encara que artistes més recents com Kem siguin els exponents actuals del subgènere. La seva influència encara pot apreciar-se en singles com el We Belong Together de Mariah Carey, Confessions, Pt. 2 de Usher, i Cater 2 U de Destiny's Child.

## Subgèneres del R&B
Aquests són els subgèneres principals del R&B actual, aproximadament en l'ordre cronològic de popularitat:

### Quiet storm
El quiet storm és una àmplia categoria del R&B i jazz que destaca per ser suau, relaxada i sovint romàntica. El nom prové d'un innovador programa de ràdio anomenat WHUR, de la Universitat Howard de Washington DC, de mitjans dels anys 1970, nomenat així després de l'èxit del senzill "Quiet storm" de Smokey Robinson (1975). A diferència del R&B contemporani, el quiet storm mostra poca influència del hip hop i va tenir gran èxit a la dècada dels 80 amb artistes com Luther Vandross, Anita Baker, Sade, Lionel Richie i Gerald Levert i més tard en els anys 1990 amb Joe, Brian McKnight i Vanessa Williams.

### New jack swing
Una fusió de R&B i Hip-hop, el new jack swing es va popularitzar a finals dels anys 1980 i es distingeix per l'ocupació significativa de tornades repejades i pel prominent ús de caixes de ritmes com la Roland TR-808. Teddy Riley i el seu grup Guy són reconeguts com els inventors del gènere i algunes notables figures d'aquest gènere són Bobby Brown (ex New Edition), Michael Jackson, Bruno Mars, Justin Timberlake, Chris Brown, Jimmy Jam & Terry Lewis, Jodeci i Boyz II Men.

### New jill swing
És el gènere del R&B, que denota al new jill swing en el qual destaquen les veus femenines, és una alternativa femenina del new jack swing. Aquest gènere musical va ser denominada com a new jill swing a la fi de la dècada dels 90 per "The Villague Voice" magazine, va ser recolzada per artistes com Janet Jackson, Neneh Cherry, Total, Shanice, TLC, Aaliyah i SWV..

### Hip-hop soul
El hip hop soul és un subgènere del R&B contemporani. El terme generalment descriu un estil de música que combina el R&B i la producció de hip-hop. El gènere és un punt mitjà entre el new jack swing i el neo soul, sent molt popular a mitjans dels Anys 1990

### Neo soul
El neosoul combina des de la seva aparició a mitjans dels 90 una influència del hiphop al so R&B amb el soul clàssic dels anys 1970. El veritable neosoul està caracteritzat per un sentiment poc sofisticat, accentuat per harmonies de soul, i acompanyat per  beats de hiphop alternatiu. Alguns artistes d'aquests gèneres són D'angelo, Tony! Toni! Toné!, Angie Stone, Amy Winehouse, Erykah Badu, Lauryn Hill, la mateixa Aaliyah, Jill Scott Alicia Keys, Adele, Jessie J, Ne-Jo.

### Ska
El ska és un gènere musical originat a finals dels 50 i popularitzat durant la primera meitat dels 60 que deriva principalment de la fusió de la música negra nord-americana (R&B) de l'època amb ritmes populars pròpiament provinents de Jamaica, sent el precursor directe del rocksteady i més tard del roots rock reggae. Com que és un gènere particularment apte per a fusions ha estat incorporat, a través de diferents variants, als més diversos llenguatges musicals. Des d'un principi, les versions ska de populars composicions per a cinema i televisió (The James Bond Theme, Exodus, A Shot in the Dark, The Untouchables, etc.) va perfilar la seva particular identitat, entre de carrer, nostàlgica i misteriosa, característica que conservaria a través de les èpoques. Va estar fortament associat als rude boy i a la independència de Jamaica del Regne Unit, encara que es va fer popular a tot el món des de molt poc temps després del seu naixement.

### Roots rock reggae
El roots rock reggae es va desenvolupar a partir del rocksteady als anys 1960. El canvi del rocksteady al roots rock reggae és il·lustrada per l'ús del shuffle a l'òrgan, el pioner del qual va ser Byron Lee. Aquest tret ja apareixia en alguns singles de transició com Say What You're Saying (1967) de Clancy Eccles o People Funny Boy (1968) de Lee ' 'Scratch Perry. El tema Long Shot Bus Me Bet publicat pel grup The Pioneers el 1967 és considerat com l'exemple gravat més d'hora del nou so que aviat seria conegut com a roots rock reggae. És cap a començaments de 1968 quan els primers discos de roots rock reggae genuí van ser publicats: Nanny Goat de Larry Marshall i No More Heartaches de The Beltones. El hit Hold Me Tight de l'artista nord-americà Johnny Nash de 1968 ha estat reconegut com el primer a posar el roots rock reggae a les llistes d'èxits dels Estats Units. The Wailers, una banda formada per Bob Marley, Peter Tosh i Bunny Wailer en 1963, són potser el grup més conegut que va fer la transició a través de les tres etapes la primera música popular jamaicana: ska, rocksteady i roots rock reggae. Altres pioners roots rock reggae inclouen a Prince Buster, Desmond Dekker i Jackie Mittoo. En el desenvolupament que va portar el ska cap al rocksteady i posteriorment al roots rock reggae.